# Mixquiahuala
Mixquiahuala est une ville du Mexique, une population de 37 747 en 2005, et une des 84 municipalités de l’État d'Hidalgo.